# Samuel Friedrich Moser (Politiker)
Samuel Friedrich Moser (* 2. Mai 1816 in Thun; † 27. Januar 1882 in Vernex, heute Stadtteil der Stadt Montreux, reformiert, heimatberechtigt in Thun) war ein Schweizer Politiker (Radikale Partei).

## Leben
Samuel Friedrich Moser wurde am 2. Mai 1816 in Thun als Sohn des Fürsprechers und Gerichtsschreibers David Moser geboren. Moser nahm ein Studium der Rechte an den Universitäten Bern und Zürich, unter anderem bei Wilhelm Snell, in Angriff, bevor er im Jahr 1841 das Fürsprecherpatent erwarb.
In der Folge war er zwischen 1841 und 1845 sowie 1852 und 1858 im Fürsprecherbüro Stettler in Thun angestellt. Dazu war er von 1845 bis 1848 als Gerichtspräsident in Interlaken, von 1848 bis 1852 und 1858 bis 1882 als Oberrichter sowie ab 1858 als Präsident des Assisengerichts eingesetzt.
Samuel Friedrich Moser heiratete im Jahr 1841 Henriette Luisa Susanna, die Tochter des Jakob Steck. Er verstarb am 27. Januar 1882 drei Monate vor Vollendung seines 66. Geburtstages in Vernex.

## Politisches Wirken
Samuel Friedrich Moser, Mitglied der Radikalen Partei, war auf kantonaler Ebene zwischen 1847 und 1848 im Berner Grossen Rat sowie auf Bundesebene zwischen 1854 und 1857 im Nationalrat vertreten. Moser, der als Fachmann des Kriminalrechts galt, wirkte bei der Reform der Berner Zivilprozessordnung von 1878 mit. Überdies präsidierte er im Jahr 1871 nach dem Tonhallekrawall das Militärgericht in Zürich.